# Marcel Van Goolen
Marcel Van Goolen (20 mei 1945 - 21 maart 2021) was een Belgisch politicus. Hij begon zijn politieke carrière in 1975. Hij richtte in Werchter de lokale lijst van de PVV op en nam deel in de gemeenteraadsverkiezingen van 1976. In 1983 werd hij lid van de gemeenteraad. Hij nam deel aan de provinciale verkiezingen en werd met succes verkozen. Van 1989 tot 1991 was hij ereburgemeester van Rotselaar. Van Goolen was jarenlang een boegbeeld van de Rotselaarse liberalen.
Van Goolen stierf op 21 maart 2021 op 75-jarige leeftijd aan een langdurige ziekte.